# Coranarta cordigera
Coranarta cordigera là một loài bướm đêm trong họ Noctuidae.

## Hình ảnh

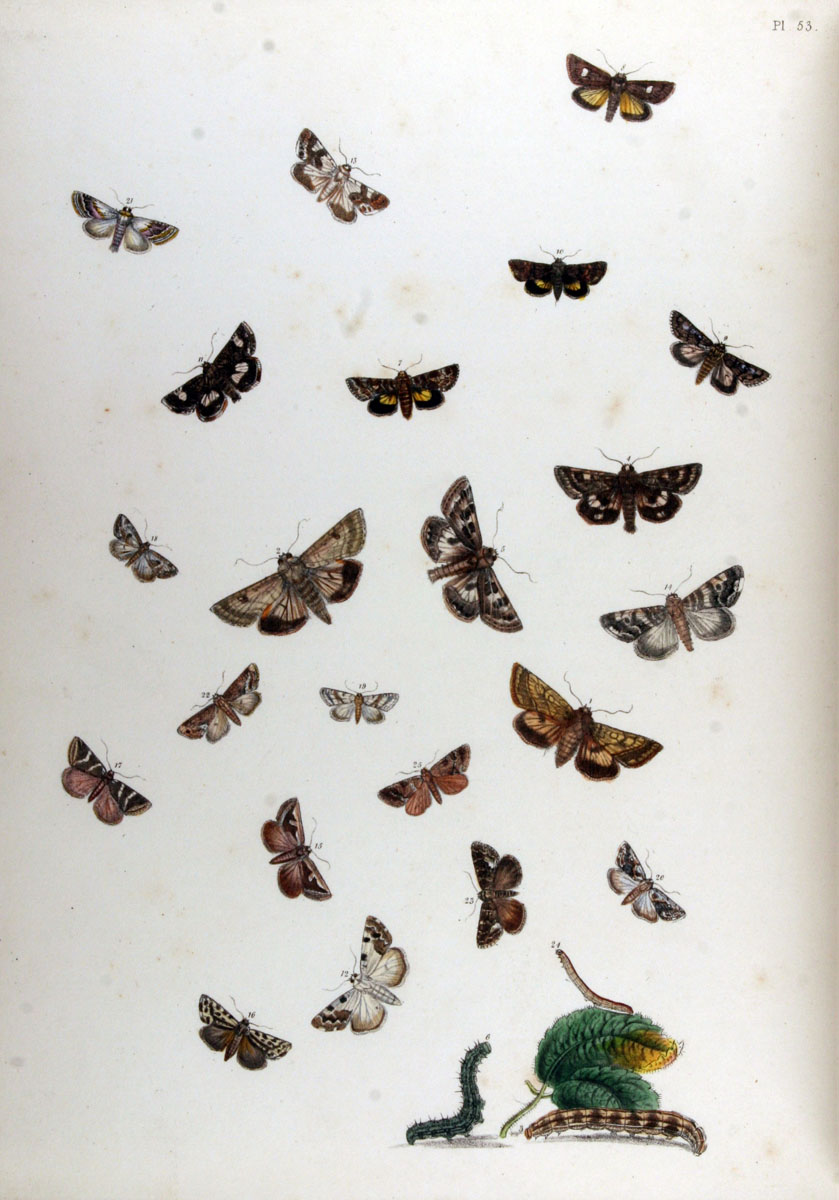
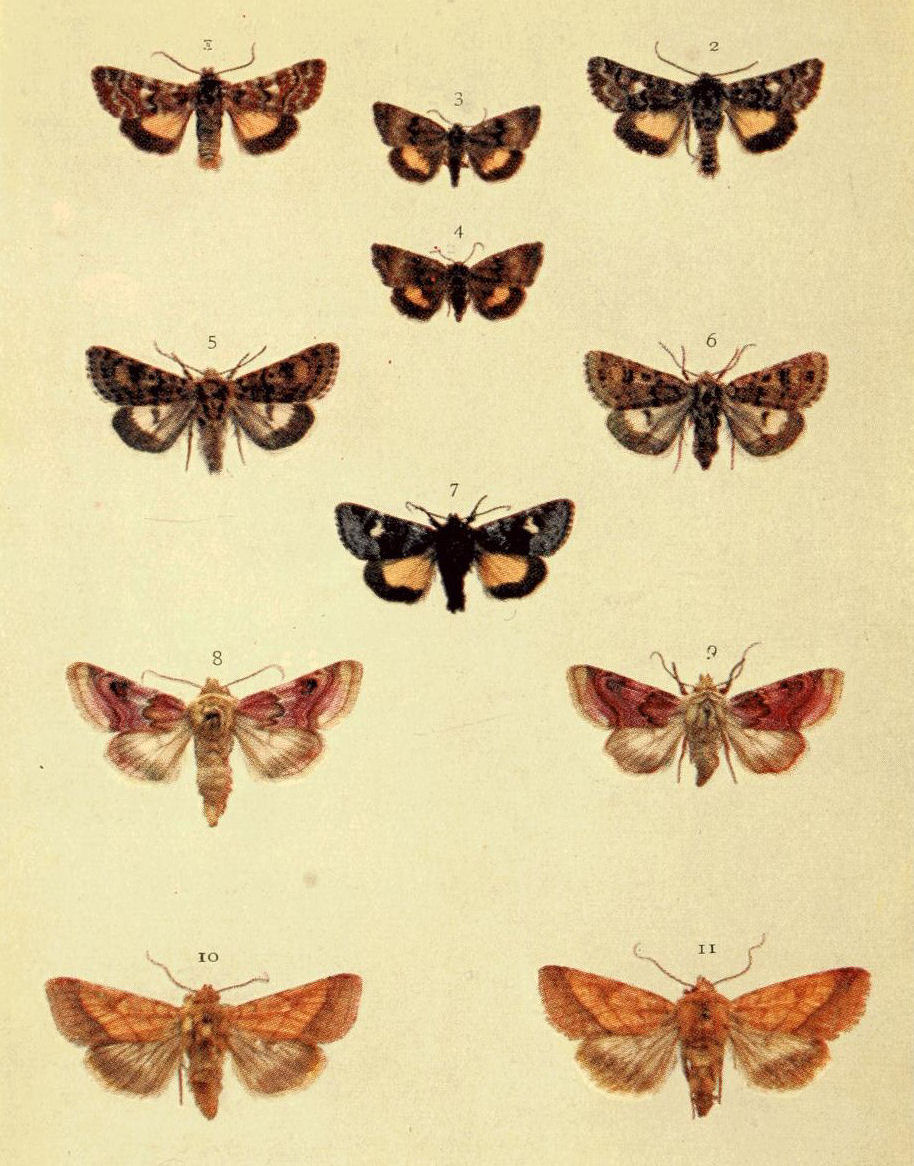